# Beechcraft Seminole
Le Beechcraft Seminole est un avion léger bimoteur de transport et de travail qui fut utilisé par l'US Army du milieu des années 1950 au début des années 1990. À l'origine une adaptation du Model 50 Twin Bonanza, son développement a donné naissance au Queen Air puis au King Air. On trouve donc sous cette appellation des Twin Bonanza et des Queen Air. Mis en service comme L-23 Seminole, ces appareils sont devenus U-8 Seminole en 1962 après uniformisation des systèmes de désignation des aéronefs militaires aux États-Unis.

## Origine et développement
Au cours de l’année 1951 l’US Army effectue à Fort Bragg, Caroline du Nord, une évaluation du prototype Model 50 Twin Bonanza. Cette évaluation aboutit à la commande immédiate de 4 appareils en cours d’assemblage à Wichita sous la désignation YL-23, puis de 55 L-23A destinés aux sections de liaison en Corée. Suivront des L-23B, identiques au Model B50 civil, le dernier étant livré en avril 1954, juste avant la fin de la Guerre de Corée. 
En 1955 l’USAF, qui avait déjà procédé à une évaluation sommaire du prototype Model 50 en 1951, commanda un unique XL-23C.
Durant la seconde moitié des années 1950 le Seminole suit l’évolution du Twin Bonanza, l’Army Aviation achetant un petit nombre de L-23D, correspondant au Model E50, mais surtout renvoie en usine 93 L-23A/B afin de les faire mettre à ce standard. Ces appareils ressortirent d’usine avec un potentiel à zéro, un nouveau numéro de série et un nouveau serial comme L-23D. 
Une des particularités du Seminole était de pouvoir recevoir dans chaque nacelle-moteur une fusée d’assistance au décollage Aerojet-General Model 15NS-250, améliorant sensiblement les performances du bimoteur au décollage. Mais la capacité de l'appareil était jugée insuffisante et l’US Army demanda à Beechcraft de développer une version dotée d’une cabine plus importante. Conservant la voilure et les empennages du Model 50, le Model 65 se distinguait par un nouveau fuselage. Trois prototypes furent réalisés. Deux restèrent chez Beechcraft et servirent au développement du Queen Air civil, le dernier fut livré à l’Army en 1960. 23 autres L-23F furent livrés entre 1960 et 1961. 
Un seul Seminole fit l’objet d’une exportation directe. Cet appareil était destiné à l’armée pakistanaise, qui a également utilisé quelques Queen Air.
C’est encore pour répondre aux sollicitations de l’US Army que Beechcraft entreprit l’adaptation de turbines à hélice sur une cellule de U-8F. L’unique Model 87 fut livré en 1964 à l’Army Aviation comme NU-8F, mais doit être considéré comme le premier prototype du King Air. 

## Versions et désignations

### Avant 1962
- YL-23 Seminole : 4 Model 50 livrés début 1952 à l’US Army (serial 52-1800/1803). Un exemplaire (52-1801) fut transformé en L-23A.
- L-23A Seminole : 55 appareils (52-6162/6216, c/n LH-1/55) similaires au Model 50 destinés à l’US Army. En 1957 les appareils encore en service furent renvoyés en usine pour refonte et mise au standard L-23D.
- L-23B Seminole : Version militaire du Model B50, 40 exemplaires (53-6153/6192, c/n LH-56/95) livrés à l’US Army entre septembre 1953 et avril 1954. Comme pour les L-23A, la majorité des L-23B retournèrent en usine, mais en 1958, pour mise au standard L-23D.
- XL-23C Seminole : Un Model C50 (55-3465, c/n CH-123) pour évaluation par l’US Air Force. Converti en U-8G après 1962, il fut transféré à l’US Navy en novembre 1980. Il est passé sur le registre civil américain en novembre 1980.
- L-23D Seminole : 85 appareils similaires au Model C50 et 15 D50E pour l’US Army, plus 93 L-23A/B reconditionnés[1]. (56-3695/3718, c/n LH-96/119 ; 57-3084/3101, c/n LH-120/137 ; 57-6077/6094, c/n LH-138/155; 58-1329/1353, c/n LH-156/180; 59-2535/2543, c/n ?; 59-4990/4992, c/n LH-196/198) et (57-6029/6076 et 58-3048/3092, c/n RLH1/93). Rebaptisés U-8D en 1962.
  - RL-23D Seminole : Après expérimentation de deux L-23D (48-1348 et 49-2537) équipés de radars expérimentaux AN/UPD-1 dans le cadre du Project Michigan[2], 11 appareils furent commandés neufs (58-1357/1364, c/n LHC-3/10) et 29 L-23D convertis en 1959 avec des équipements de surveillance du champ de bataille AN/APS-85 dans un gros pod ventral[1] ou AN/APQ-86 SLAR dans un long pod suspendu sous le fuselage[1]. Devenus RU-8D en 1962, certains furent également équipés d’un radar météo type AN/AVQ-50 dans la pointe avant du fuselage[2].
- L-23E Seminole : 6 Model D50 (56-4039/4044, c/n DH-77/82) pour l’US Army, rebaptisés U-8E en 1962. 4 ont été par la suite modifiés en U-8G.
- L-23F Seminole : À la demande de l’US Army[2], Beechcraft a entrepris en 1958 le développement d’une nouvelle version de l’appareil de capacité accrue. Conservant la voilure et l’empennage, le constructeur de Wichita a dessiné un nouveau fuselae, plus large, plus long et plus haut, percé de larges ouvertures latérales et pouvant embarquer 10 passagers (au lieu de 5 sur les modèles antérieurs) ou 7 fantassins avec leur équipement. Les moteurs retenus étaient des Lycoming IGSO-480-A1A6 (-A1B6 ou A1E6 par la suite) de 340 ch. Les deux premiers prototypes Model 65 (c/n LF-1/2) furent conservés par Beechcraft et servirent ensuite à la définition du Queen Air, tandis que le troisième était livré en 1960 à l’US Army. 23 exemplaires supplémentaires furent livrés entre 1960 et 1961 (58-1354/1356, c/n LF-3/5, 60-3453/3463, c/n LF-9/19 ; 60-5386/5390, c/n LF-20/24 ; 61-2426/2430, c/n LF-25/29 ; ). Ces appareils devinrent U-8F en 1962, 47 exemplaires supplémentaires étant commandés en 1962 et 1963. 
  - RL-23F Seminole : Conversion de L-23F en appareils de surveillance du champ de bataille.

### À partir de 1962
- U-8D Seminole: Nouvelle appellation des L-23D à partir de 1962.
  - RU-8D Seminole : Nouvelle appellation des RL-23D à partir de 1962. 15 U-8D ont également été modifiés après cette date.
- U-8E Seminole : Nouvelle appellation des L-23E à partir de 1962.
- NU-8E Seminole : Un Model J50 acheté d’occasion sur le marché civil (66-15360)
- U-8F Seminole : Nouvelle appellation des L-23F à partir de 1962 et 46 nouveaux appareils livrés après cette date (62-3832/3875, c/n LF-30/73 et 63-13636/13637, c/n LF-75/76). Cette désignation recouvre également un appareil d’occasion acheté sur le marché civil (66-15365, c/n LF.8), 2 Queen Air saisis à des trafiquants de drogue et pris en compte en 1981 (81-13658 et 81-13659) et un unique appareil livré au Pakistan (63-7975, c/n LF-74). 51 U-8F avaient été convertis au standard Queenaire 800 fin 1988[2].
- NU-8F Seminole : L’unique Model 87 (63-12902, c/n LG-1) réalisé par conversion du Model 65-80 c/n LD-75 et destiné à développer la version turbopropulsée qui deviendra le King Air fut livré en mars 1964 à l’US Army sous cette désignation après 10 mois d’essais en vol chez Beechcraft. L’appareil fut par la suite rebaptisé YU-21.
- U-8G Seminole : L’unique XL-23C, une vingtaine de U-8D/RU-8D, et 4 U-8E modifiés avec moteurs plus puissants et cabine pour 6 passagers selon un stgandard proche de l'Excalibur 800.

## En service
- US Army Aviation : Après évaluation du prototype Model 50 à Fort Bragg courant 1951, l’US Army passa commande de quatre YL-23 de transport d’état-major puis de 55 L-23A destinés aux missions de liaison en Corée. Si l’on en croit Ralph Harmon, chargé du développement de cette famille d’appareils, le prototype du Model 50 s’est écrasé durant un vol de démonstration alors que Claude Palmer, pilote démonstrateur de Beechcraft, effectuait un atterrissage à pleine charge après avoir franchi une ligne d’arbres de 15 m de haut. Le pilote et ses passagers sortirent tous indemne de l’accident, ce qui impressionna l’US Army et entraina la première commande[1]. Les L-23A furent livrés entre février et septembre 1953[2]. L’Army a reçu dans la continuité 40 L-23B, dont les livraisons se sont achevées en avril 1954. 6 L-23D furent livrés en 1956 puis à partir de janvier 1957 arrivèrent les L-23D, dont 85 furent commandés au titre des années fiscales 1957 et 1958. Simultanément les L-23A/B encore en service furent renvoyés en usine pour refonte et mise au standard L-23D. Toujours en 1958 11 RL-23D furent mis en commande, un certain nombre d’appareils déjà en service étant ensuite modifiés. En 1962 il ne restait que des L-23D/E/F en service, qui devinrent des U-8D/E/F. 47 Model 65 supplémentaires furent commandés en 1962/63 comme U-8F.

Durant la guerre du Viêt Nam les RU-8 ont été très largement employés comme avions de surveillance électronique et de contre-mesures. Après ce conflit les U-8F furent regroupés au sein des 89th ARCOM, 97th ARCOM, 281st AvCo, 327th AvCo et dispersés dans les unités de l’ARNG. Les RU-8 ont également été utilisés en Allemagne. 
Les U-8D ont été réformés entre 1978 et 1980. En 1991 fut créé l’Operation Support Airlift (OSA) Command, chargé de coordonner la mise en œuvre des unités logistiques de l’Army Aviation d’active et de réserve. Sa première mission fut d’assurer le retrait des appareils les plus anciens : T-42, U-8 et U-21. Les derniers Seminole ont été retirés en 1992.
- Armée du Pakistan : Un unique U-8F livré (63-7975, c/n LF-74), qui sera complété par quelques Queen Air achetés sur le marché civil.

## Sources
1. 1 2 3 4 5 6 7  Phillips
2. 1 2 3 4 5 6 7 8  AJ Pelletier
3. ↑  (en) « U-8 / RU-8 Seminole », sur GlobalSecurity.org (consulté le 6 avril 2023).